# You Want Some of This?
You Want Some of This? foi o álbum de estreia do comediante canadense, Jon Lajoie. Foi lançado dia 30 de Janeiro de 2009.

## Faixas
1. "Everyday Normal Guy"
2. "Too Fast"
3. "I Don't Understand"
4. "Show Me Your Genitals"
5. "High as Fuck"
6. "Pop Song"
7. "Song for Britney"
8. "The Phonecall"
9. "Everyday Normal Guy 2"
10. "Sunday Afternoon"
11. "Stay at Home Dad"
12. "Potty Training Song"
13. "Show Me Your Genitals 2: E=MC Vagina"
14. "Cold-Blooded Christmas"
15. "2 Girls 1 Cup Song"
16. "Everyday Normal Crew"
17. "Why Did You Leave Me?"